# Битва при Воррингене
Битва при Воррингене (нем. Schlacht von Worringen) произошла 5 июня 1288 года около города Ворринген. Причиной сражения стал шестилетний конфликт из-за прав на Лимбургское наследство. Главными участниками противостояния выступали Зигфрид фон Вестербург, архиепископ Кёльна, и герцог Жан I Брабантский. Исходом сражения стал крупный передел власти на северо-западе Центральной Европы.

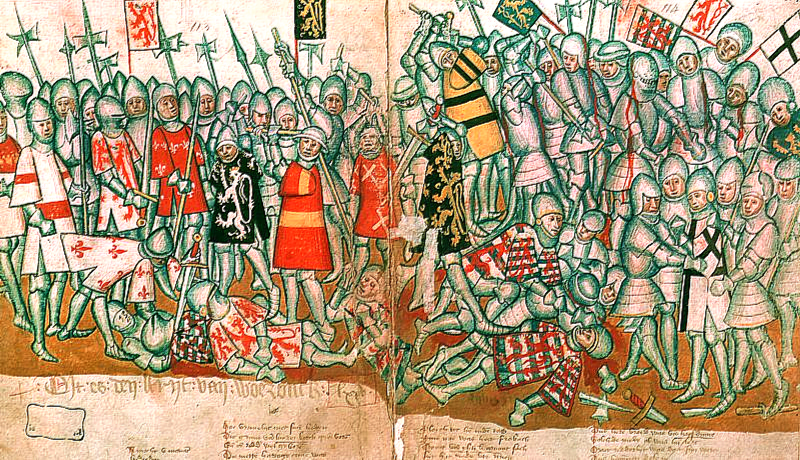
Битва при Воррингене. Миниатюра из рукописи «Брабантcких деяний» Яна ван Бундале (XV в.)

## Причины конфликта
Предпосылками для начала противостояния послужили разногласия по поводу прав наследования владений Ирмгард, единственной дочери последнего герцога Лимбурга Вальрама IV, и супруги графа Гелдерна Райнальда (Рено) I, которая после кончины отца принесла мужу герцогство Лимбург. С этим титулом Райнальд получал основания претендовать на звание герцога Нижней Лотарингии. Король Рудольф I подтвердил его права, официально пожаловав ему Лимбург в 1282 году.
Но в следующем году Ирмгард скончалась, не оставив мужу потомков. По смерти Ирмгард претендовать на звание герцога Лимбурга имел право граф Адольф VII фон Берг, приходившийся племянником Вальраму IV.
Наряду с ним предъявлять требования на наследство могли потомки герцога Генриха III Старого — Генрих VI Люксембургский, его брат Вальрам, их кузен Вальрам фон Фалькенбург, Вальрам Юлихский (настоятель обители св. Марии в Ахене), его братья Оттон фон Геймбах и Герхард фон Кастер, Вальрам фон Юлих-Берггейм, Дитрих фон Гайнсберг и его брат Ян фон Гайнсберг-Лёвенберг. 2 февраля 1284 года они собрались на совет с целью определить, кому из них участвовать в борьбе за наследство.

## Прелюдия к битве

### Расстановка сил
Герцог Брабанта Жан I не располагал возможностью вмешательства в этот конфликт, но прибавление к Брабанту Лимбурга сулило ему титул герцога Нижней Лотарингии.
Адольф фон Берг, понимая невозможность самостоятельной борьбы за права на герцогство, 13 сентября 1283 г. продал их Жану I Брабантскому. Лимбургские вассалы Адольфа отказали Жану I в принесении присяги, вследствие чего тот с войсками вторгся в пределы герцогства.
Зигфрид фон Вестербург, архиепископ Кёльна, являясь не только высокопоставленной духовной особой, но и курфюрстом (князем-выборщиком Священной Римской империи) и сеньором Кёльна, не смирился с вторжением брабантцев.
Райнальд фон Гельдерн также осознавал неспособность состязаться с Жаном I Брабантским в силовом решении конфликта, и спустя неделю создал военную коалицию, заключив союз с кёльнским архиепископом. Тот пожаловал Райнальда Вассенбергом, который раньше принадлежал герцогам Лимбургским.
Графства Берг и Марк должны были поставлять войска архиепископу, являвшемся герцогом Вестфалии. Граф Эбергард фон дер Марк предпочел, воспользоваться притязаниями Адольфа фон Берга, чтобы сбросить свою зависимость от сюзерена. Таким образом он выступил против архиепископа на стороне Адольфа фон Берга.
Рыцарство Лимбурга раскололось: сенешаль Лимбурга, Куно «Снаббе» фон Лонтцен, и его сторонники выступили на стороне Райнальда. Генрих фон Мульрепас из Гейленкирхена раньше занимал пост сенешаля до Куно, но был смещен с должности Райнальдом. Фон Мульрепас и его родственники из Виттема встали на сторону Жана I Брабантского.
Правящий дом Люксембурга выступал за Райнальда и его сторонников, однако в первый год конфликта придерживался нейтралитета.

### Начало боевых действий
Период с сентября 1283 и до июня 1288 гг. ознаменовался рядом набегов и стычек.
В мае 1288 г. граф Генрих фон Люксембург выдвинулся в сторону Кёльна. На исходе мая Генрих соединился с графом фон Гельдерном и своими сторонниками под Фалькенбургом, где начал обсуждать дальнейшие шаги. В итоге граф фон Гельдерн предпочел получить 40 000 марок в брабантских динарах в обмен на отказ от всех прав и притязаний на герцогство в пользу Генриха и Вальрама фон Люксембург.
25 или 26 мая в Брюле состоялись переговоры между Жаном I Брабантским, графами Эбергардом фон дер Марком, Адольфом фон Бергом и Вальрамом фон Юлихом. Кроме них присутствовали представители горожан Кёльна. Было выработано соглашение о создании альянса, одобренное 27 или 28 мая. Первой целью стало уничтожение принадлежавшего архиепископу замка Ворринген.
С 29 мая по 5 июня Ворринген находился в кольце осады, при этом поддержку войскам Брабанта осуществлял отряд жителей Кёльна.
Тем временем противники Жана I Брабантского — граф Люксембурга, Зигфрид фон Вестербург и их сторонники — съехались в Нойсе и двинулись к Браувейлеру, где в ночь накануне 5 июня 1288 г. разбили лагерь.

## Битва

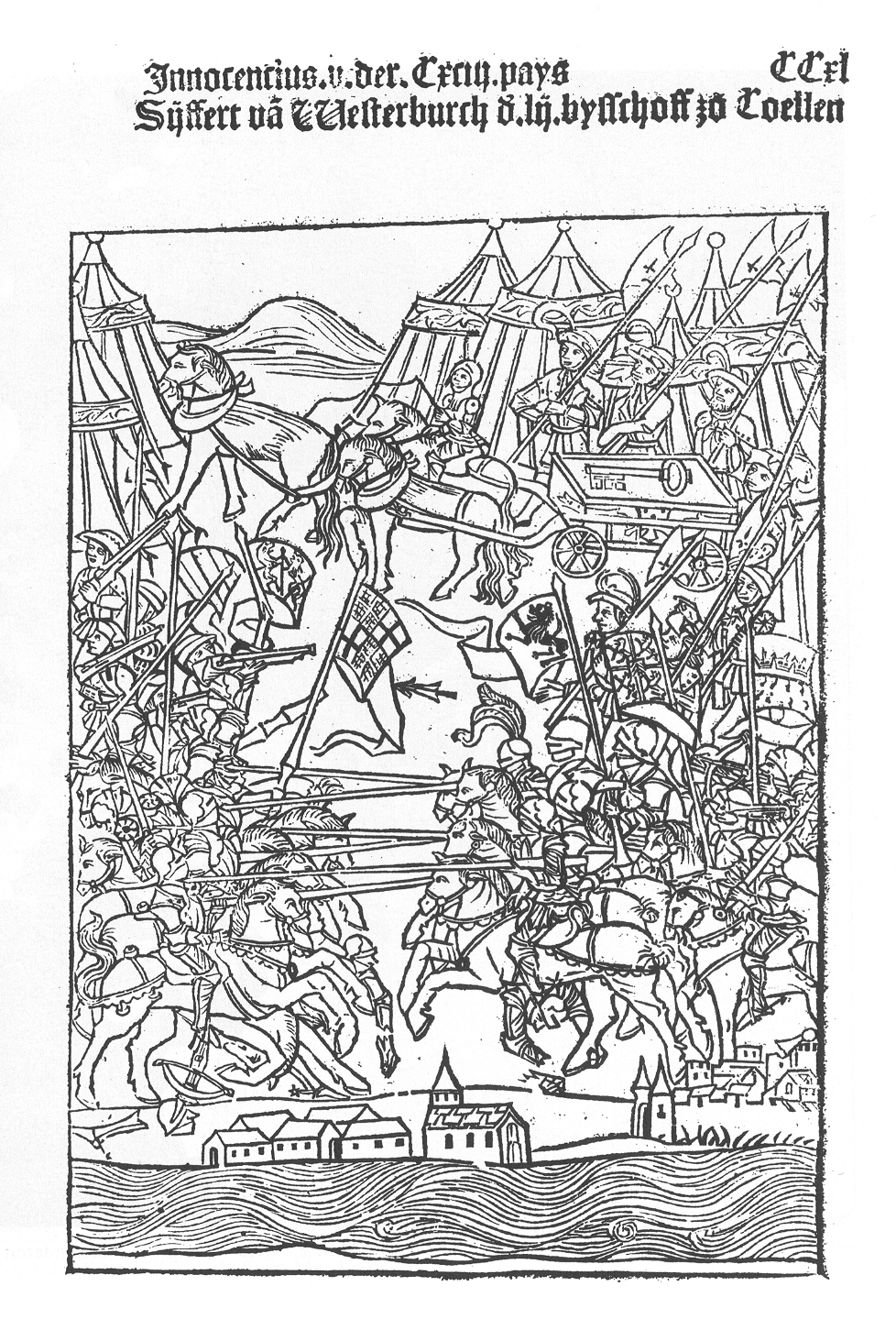
Битва при Воррингене

Рано утром, после церковной службы и исповеди архиепископ Зигфрид фон Вестербург снялся с лагеря под Браувейлером и с войском двинулся к расположенному в 12 км. Воррингену. Жан I Брабантский, получив данные о неприятеле, покинул стоянку под Воррингеном и перенес командный пункт на возвышенность к югу от Воррингер-Брухс (к северо-западу от сегодняшнего Фюлингена).
Архиепископ с войсками подступил туда около 11:00, его воины построились к западу от Фюлингена. Войска из Люксембурга заняли позиции в центре прямо перед отрядами из Брабанта. Сам архиепископ с верными ему отрядами из Кёльна был на правом крыле — напротив графов Адольфа фон Берга и Эбергарда фон дер Марка с городским кёльнским ополчением и собственными крестьянами. Герцог фон Гельдерн разместился на левом фланге против конницы из Юлиха и всадников графа фон Лооца и брабантской пехоты.
В начале битвы архиепископским войскам удалось обратить в бегство бергскую и кёльнскую пехоту. Но при этом отряды архиепископа сломали строй. По мнению военного историка Ульриха Ленарта, именно тактическая победа архиепископа в начале столкновения возымела решающие последствия, ибо оформила условия для итогового исхода битвы.
Серьёзный бой кипел в центре между войсками Брабанта и Люксембурга, где перевеса не было ни у одной из сторон.
В районе 15:00 в атаку на правый фланг архиепископского войска пошли рыцари и пехота графов фон Берга и фон дер Марка вместе с кёльнской знатью и ополчением. Пехота Берга смогла добраться до повозки со знаменем архиепископа. Им удалось заставить архиепископа предложить герцогу Брабантскому свою капитуляцию.
Райнальд фон Гельдерн на левом крыле попытался скрыться с поля боя, но попал в плен к герцогу Брабантскому. Вальраму фон Фалькенбургу удалось последним из вассалов архиепископа покинуть поле боя. Около 17:00 битва была окончена.

## Итоги битвы
В соответствии с данным источников, на поле битвы приняли смерть до 1100 воинов архиепископа и 40 солдат герцога Брабанта. В сражении погибли Вальрам фон Люксембург-Линьи, Генрих фон Люксембург, Генрих фон Гуффализ, сводный незаконнорожденный брат Генриха, и его младший брат (вероятно, Балдуин) — целое поколение Люксембургского дома.

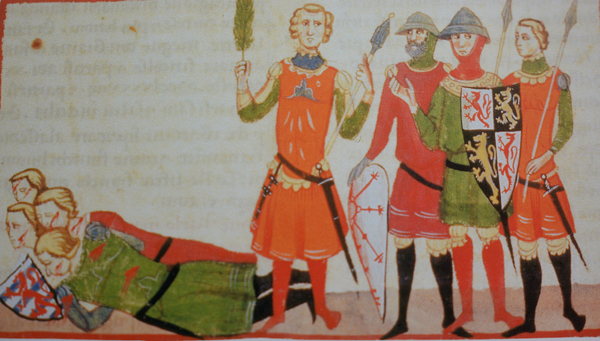
Четверо убитых люксембуржцев (слева) и герцог Жан I Брабантский в Битве при Воррингене (Nuova Cronica, 14 век)

Архиепископ Зигфрид фон Вестербург оказался пленником графа фон Берга в его «Новум Каструм» (Замок Бург на реке Вуппер). Только после подписания 19 мая 1289 года мирного договора в июле, после 13 месяцев заключения, он получил свободу. До тех пор властные функции архиепископа Кёльна осуществлял настоятель Кёльнского собора Конрад фон Берг — брат Адольфа фон Берга.
Архиепископ согласился выплатить 12 000 марок (до трех тонн серебра), он уничтожал Ворринген и несколько других замков. Адольф фон Берг вернул себе право чеканить собственную монету, чего с 1279 года был лишён архиепископом.
14 августа 1288 года Адольф фон Берг даровал Дюссельдорфу статус города (уже четвёртому в его правление после Випперфюрта, Леннепа и Ратингена). Усиливая позиции города, граф основал в нём монастырь. В 1322 году графы фон Берг повысили до городского статуса также и Мюльхайм.

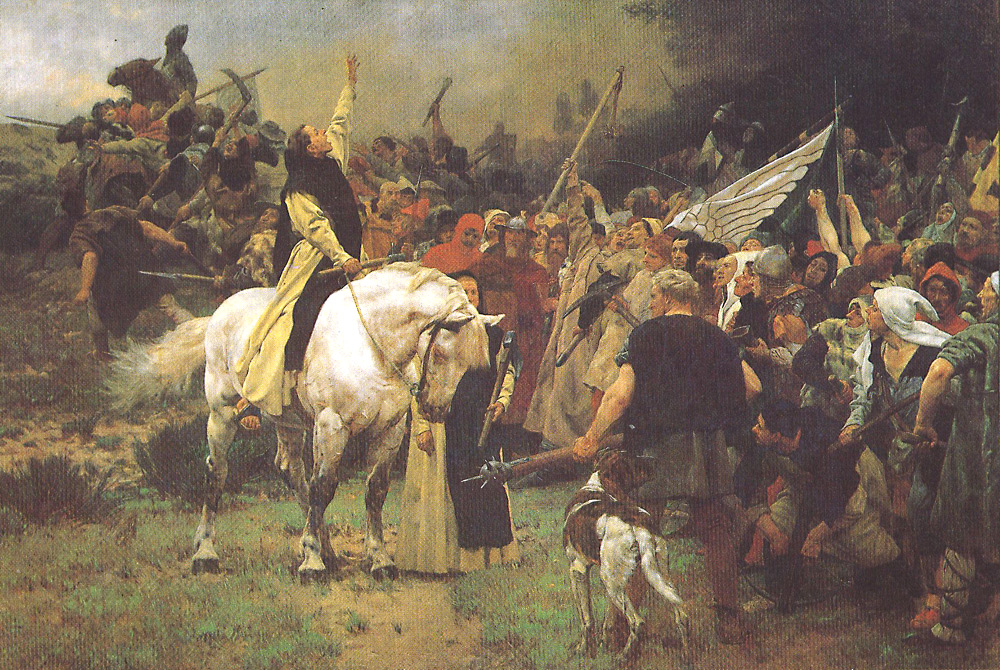
Питер Янсен. Битва при Воррингене, 1288 год. Дюссельдорф получил статус города. (1893)

В Вестфалии союзники взяли крепости Изенберг, Фольмарштейн, Лимбург-ан-дер-Ленне, Раффенберг и города Менден, Фюрстенберг и Верль и в значительной части срыли их укрепления. Вальрам фон Юлих привлёк на помощь кёльнских жителей и с ними вместе овладел Цюльпихом. Все происходившие после битвы события влекли за собой расширение земель графов фон Берг и фон дер Марк.
После освобождения Зигфрид обратился к Папе за разрешением от клятв, данных под давлением в период нахождения в плену у светских противников. С точки зрения церкви, архиепископ получал право не признавать заключенного договора и принятых на себя обязательств, но в глазах феодалов ситуация выглядела по-другому. Процесс, затеянный Зигфридом против Кёльна и папский интердикт не помогли, и Кёльн фактически получил статус имперского города, хотя de jure это состоялось спустя 200 лет. Но архиепископ перенес свою резиденцию в Бонн.
1 сентября 1292 года новоизбранный король Адольф Нассауский официально пожаловал Жану I Брабантскому герцогство Лимбург. Внешним знаком закрепления власти герцога Брабанта над Лимбургом стало добавление лимбургского льва к гербу Брабанта, но уже во время правления Жана II.